# Nasir Khamees
Nasser Khamees Mubarak (2 de agosto de 1965) é um ex-futebolista emiratense, que atuava como meia.

## Carreira
Nasir Khamees integrou a histórica Seleção Emiratense de Futebol da Copa do Mundo de 1990. 